# Vrškovac
Vrškovac – wieś w Chorwacji, w żupanii karlowackiej, w mieście Ozalj. W 2011 roku liczyła 123 mieszkańców.